# Ronald Fisher
Ronald Aylmer Fisher, FRS (Londres, 17 de fevereiro de 1890 – Adelaide, 29 de julho de 1962) foi um estatístico, biólogo evolutivo e geneticista inglês.
Foi descrito por Anders Hald como "um gênio que criou praticamente sozinho as fundações para a moderna ciência estatística" e Richard Dawkins, que o descreveu como "o maior dos sucessores de Darwin". Fisher foi uma figura central da síntese evolutiva moderna.
Complementando a medida de informação própria para medir incerteza sobre espaços desordenados — proposta com sucesso pela teoria da informação, e publicada em 1949 por Claude Shannon (1916-2001) e Warren Weaver (1894-1978) no livro Teoria matemática da comunicação (The Mathematical Theory of Communication) —, Fisher criou uma medida alternativa de informação apropriada para medir incerteza sobre espaços ordenados.

## Juventude e educação
Fisher nasceu em East Finchley, em Londres, Inglaterra, em uma família de classe média; seu pai, George, foi um sócio de sucesso da Robinson & Fisher, leiloeiros e negociantes de belas artes. Ele era um de dois gêmeos, com o outro gêmeo nascido morto e cresceu como o irmão mais novo, com três irmãs e um irmão mais velhos. De 1896 a 1904 viveram em Inverforth House em Londres, onde o English Heritage instalou uma placa azul em 2002, antes de se mudarem para Streatham. Sua mãe, Kate, morreu de peritonite aguda quando ele tinha 14 anos, e seu pai perdeu o negócio 18 meses depois.
A visão deficiente ao longo da vida causou sua rejeição pelo Exército Britânico na Primeira Guerra Mundial, mas também desenvolveu sua capacidade de visualizar problemas em termos geométricos, não na escrita de soluções matemáticas ou provas. Ele ingressou na Harrow School aos 14 anos e ganhou a Medalha Neeld da escola em matemática. Em 1909, ganhou uma bolsa para estudar Matemática no Gonville and Caius College, em Cambridge. Em 1912, ele obteve o primeiro título em matemática. Em 1915 ele publicou um artigo A evolução da preferência sexual sobre seleção sexual e escolha de parceiros.

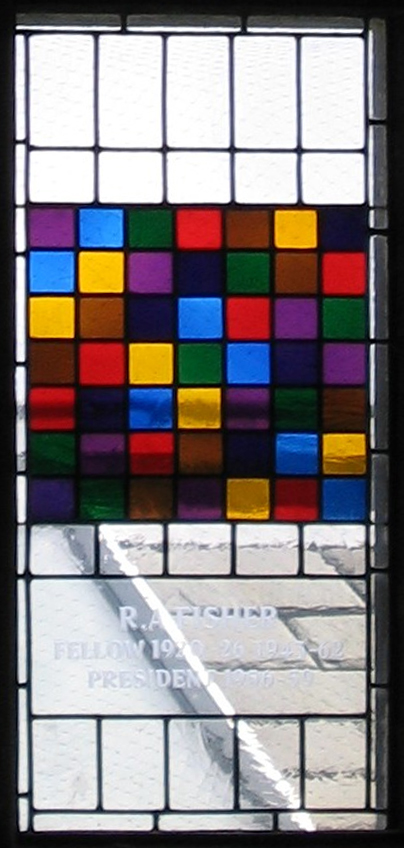
Vitral comemorativo a Ronald Fisher representando um quadrado latino.

## Carreira
Após se formar em matemática em 1912 pela Universidade de Cambridge, Fisher começou a trabalhar para uma empresa de seguros em Londres em 1913 e após se tornou professor no ensino médio e continuou sua pesquisa na área de estatística. 
Em 1919, Fisher se envolveu com pesquisa agrícola no centro de experimentos de Rothamsted Research em Harpenden na Inglaterra e desenvolveu novas metodologias e teoria no ramo de experimentos.
Durante sua vida, Fisher escreveu 7 livros e publicou cerca de 400 artigos acadêmicos em estatística e genética e é considerado o biólogo mais conhecido depois de Charles Darwin.

### Biografias de Fisher
- BOX, Joan Fisher. R. A. Fisher: The Life of a Scientist. Nova York: Wiley, 1978. ISBN 0-471-09300-9. Prefácio
- YATES, Frank e MATHER, Kenneth. "Ronald Aylmer Fisher".  Biographical Memoirs of Fellows of the Royal Society of London 9:91-120, 1963 Disponível no websítio da Universidade de Adelaide